# Oldenlandia hainanensis
Oldenlandia hainanensis är en måreväxtart som beskrevs av Woon Young Chun. Oldenlandia hainanensis ingår i släktet Oldenlandia och familjen måreväxter.
Artens utbredningsområde är Hainan (Kina). Inga underarter finns listade i Catalogue of Life.